# Karel Kopal (1833)
Karel Kopal (německy Karl von Kopal, 8. prosince 1833 Cheb – 4. února 1912 Bolzano) byl český šlechtic, příslušník rodu Kopalů, syn Karla von Kopala a Marie Terezie von Spiegel (25. prosince 1797 Kostelní Bříza – 5. září 1846 Kostelní Bříza). Byl bratrem c. k. plukovníka Viktora Kopala, c. k. nadporučíka Roberta Kopala, Viktoríny Brand a Arnoštky Henn. Užíval šlechtický titul baron.

## Život

### Mládí
Dne 17. září 1844 Karel nastoupil na Vojenskou akademii ve Vídeňském Novém Městě. Dne 24. dubna 1846 byl jeho otec Karel Kopal jmenován plukovníkem a velitelem 10. praporu polních myslivců se základnou v Miláně. Začátkem roku 1846 se Karlova matka musela ze zdravotních důvodů vrátit do rodného města, Kostelní Břízy. Spolu s ní cestovali Karlovi sourozenci Viktorína, Arnoštka a Robert. Zde v rodinném sídle na zámku v Kostelní Bříze Marie Terezie v průběhu roku 1846 zemřela. Bratr Viktor zůstal s otcem v Itálii, v září 1848 následoval staršího bratra na vojenskou akademii.

### Povýšení do šlechtického stavu
Dne 27. listopadu 1848 byl Karlův otec za rozhodující podíl na vítězství u Vicenzy jmenován in memoriam rytířem Řádu Marie Terezie. Na základě císařského diplomu z 11. ledna 1852 byl Karel spolu s dalšími členy rodiny povýšen do stavu svobodných pánů (baronů).

### Vojenská kariéra
Z vojenské akademie byl vyřazen v roce 1851, nejprve byl přiřazen jako poručík k 19. pěšímu pluku knížete Karla II. ze Schwarzenbergu. Dne 1. června 1859 byl povýšen na setníka 2. třídy, poté byl 30. března 1861 povýšen na setníka 1. třídy. Podílel se na kampaních v Itálii v roce 1859 a v bojích proti Prusku v roce 1866, v roce 1864 byl zmíněn jako kapitán 20. praporu polních myslivců. Dne 1. listopadu 1872 byl povýšen na majora, poté byl 1. listopadu 1877 povýšen na podplukovníka. Dne 13. srpna 1882 byl povolán, aby sloužil u arcivévody Jindřicha, 31. října téhož roku byl povýšen na plukovníka. Dne 26. října 1891 se stal generálmajorem ad honores. Po smrti Jindřicha Habsbursko-Lotrinského v listopadu roku 1891 odešel na vlastní žádost do výslužby.

### Rodina
Karel se 18. září 1876 oženil s Marií svobodnou paní Hippoliti von Paradiso e Montebello (* 13. ledna 1845 – 1926), měli spolu dceru Františku (* 24. srpna 1881 Hradec Králové). Žil v Bolzanu, kde v roce 1912 zemřel.

## Vyznamenání
- Řád Františka Josefa – II. třída (komtur s hvězdou)[15]
- Řád železné koruny – III. třída, za dlouholetou službu ve válce a v míru[9]
- Válečná medaile 1873
- Vojenská záslužná medaile na červené (mírové) stuze
- Vojenský služební odznak – II. třída pro důstojníky
- Vojenský služební odznak – III. třída pro důstojníky[16][17]
- Jubilejní pamětní medaile – bronzová
- Vojenský jubilejní kříž – ad honores[15]